# Gasagara
Gasagara är ett vattendrag i Burundi.   Det ligger i provinsen Ngozi, i den norra delen av landet, 70 kilometer nordost om huvudstaden Bujumbura.
Omgivningarna runt Gasagara är en mosaik av jordbruksmark och naturlig växtlighet. Runt Gasagara är det tätbefolkat, med 383 invånare per kvadratkilometer.